# Blazar
Blazar (eng. blazar) je aktivna galaktika nalik kvazaru kojoj je jedan od izbačaja plina (relativistički brzih čestica brzina bliskih brzini svjetlosti) usmjeren prema Zemlji. Spektar blazara je kontinuiran, od radiovalova do gama-zračenja vrlo visokih energija, a sjaj bljeskovito (naglo i nepredvidljivo) promjenljiv. Smatra se da se u njihovu središtu nalazi supermasivna crna rupa, oko nje akrecijski disk, a mlaz plina, koji se sastoji od čestica velike energije, okomit je na disk. Prvi je otkriven blazar 3C273 (1963).

## Aktivna galaktika
Aktivna galaktika je galaktika koja snažno zrači elektromagnetske valove (snažnije nego što je zbroj zračenja svih njihovih zvijezda) zbog procesa koji se zbiva u njihovoj jezgri. Pretpostavlja se da je izvor njihove energije akrecijski disk oko supermasivne crne rupe u središtu, koji emitira rendgensko i drugo visokoenergetsko zračenje. Često se na rotacijskoj osi akrecijskoga diska opažaju izbačaji plina iz jezgre koji mogu biti dugi nekoliko tisuća ili nekoliko stotina tisuća svjetlosnih godina. Aktivne galaktike mogu se podijeliti na blazare, kvazare, N-galaktike, Seyfertove galaktike i radiogalaktike.

### Kvazar
Kvazar (eng. quasar, dolazi od riječi quasi stellar radio source: kvazizvjezdani radioizvor) je vrlo udaljena galaktika s izrazito sjajnom (do 10 000 puta sjajnijom od običnih galaktika), zvjezdolikom jezgrom (promjera manjega od 1 svjetlosne godine) koja emitira elektromagnetske valove s velikim crvenim pomakom. Pretpostavlja se da se u središnjem dijelu kvazara nalazi vrlo masivna crna rupa a oko nje akrecijski disk. Pod kutom od 90° u odnosu na akrecijski disk velikom (relativističkom) brzinom izlazi mlaz plina (brzine bliske brzini svjetlosti). Ako je mlaz plina usmjeren prema Zemlji, kvazar se naziva blazar. Drži se da je kvazar rana razvojna faza u razvoju galaktika.
Prvi kvazar, 3C48, otkrili su američki astronomi Allan Sandage i Thomas A. Matthews 1960. Nalikovao je zvijezdi, ali je njegov spektar bio znatno različit od zvjezdanih spektara i sadržavao je nepoznate emisijske spektralne linije. Nakon otkrića još jednog nebeskog tijela sličnih svojstava, 3C273 nizozemski astronom Maarten Schmidt zaključio je da opažane emisijske linije pripadaju poznatim spektralnim serijama vodikova atoma, ali značajno pomaknutim (16%) prema crvenome dijelu spektra (crveni pomak). Danas je poznato više od 1 500 kvazara. Približno 20% poznatih kvazara brzo mijenja sjaj (s periodom od jednog dana ili tjedna) u vidljivom i radio području, dok se kod nekih kvazara promjene sjaja događaju u periodima od približno jedne godine (na primjer kod kvazara 3C48 i 3C273).